# Tillandsia edithae
Tillandsia edithae es una especie de planta epífita dentro del género  Tillandsia, perteneciente a la  familia de las bromeliáceas. Es originaria de Bolivia, donde se encuentra en La Paz, distribuida por Sorata y Larecaja, a una altitud de 2700 metros.  

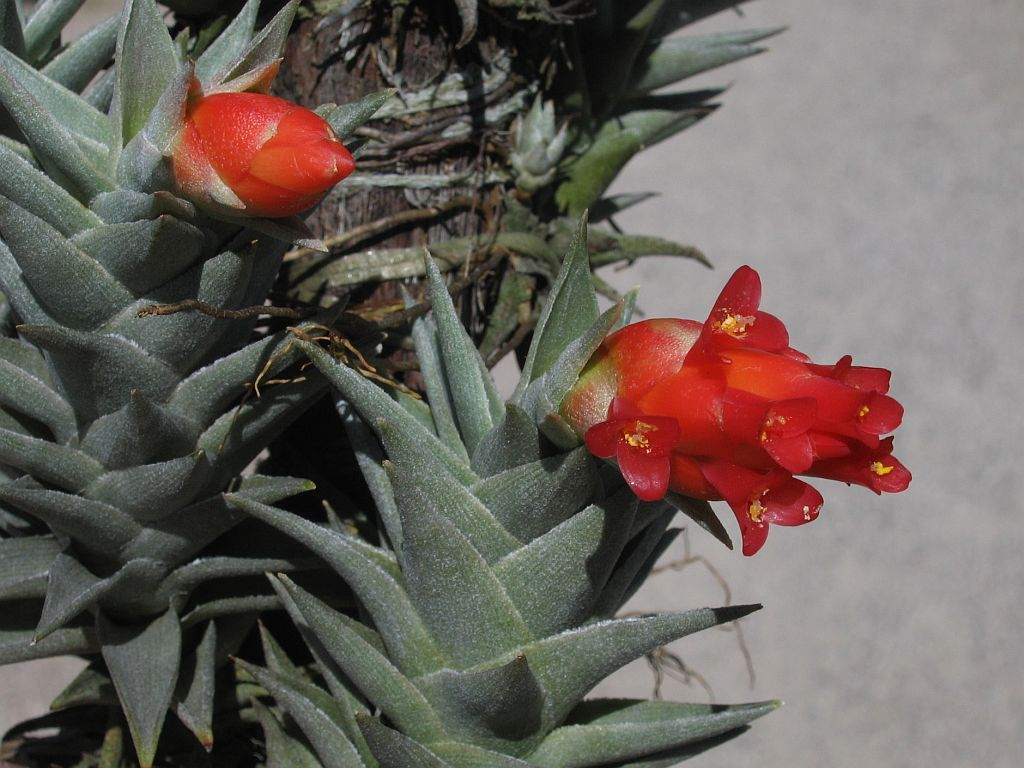
Vista de la planta

## Cultivares
- Tillandsia 'Lisa's Jewell'[1]
- Tillandsia 'Peach Parfait'[1]

## Taxonomía
Tillandsia edithae fue descrita por Werner Rauh y publicado en Tropische und subtropische Pflanzenwelt 8: 19, f. 7. 1974.
Etimología
Tillandsia: nombre genérico que fue nombrado por Carlos Linneo en 1738 en honor al médico y botánico finlandés Dr. Elias Tillandz (originalmente Tillander) (1640-1693).
edithae: epíteto